# Landkreis Greiz

Områdena som utgör kretsen tillhörde 1910 kungariket Sachsen samt flera thüringska småstater, som Reuss-Greiz, Reuss-Gera, Sachsen-Weimar-Eisenach, Sachsen-Altenburg och Sachsen-Meiningen.

Landkreis Greiz är ett distrikt (Landkreis) i det tyska förbundslandet Thüringen. 

## Geografi
Landkreis Greiz gränsar i öster till Landkreis Zwickauer Land, i söder till Vogtlandkreis, i väster till Saale-Orla-Kreis och Saale-Holzland-Kreis och i norden till Burgenlandkreis och Gera och i nordöst till Landkreis Altenburger Land.

## Historia
Historisk är Landkreis Greiz som "Thüringer Vogtland" en del av Vogtland. 

## Administrativ indelning
I förvaltningsrättslig mening finns i modern tid ingen skillnad mellan begreppet Stadt (stad) gentemot Gemeinde (kommun). Följande kommuner och städer ligger i Landkreis Greiz: 

### Städer och Gemeinden
| Städer 1. Auma-Weidatal 2. Berga/Elster 3. Greiz 4. Ronneburg Förvaltningsgemenskaper 1. Förvaltningsgemenskap Am Brahmetal 1. Bethenhausen 2. Brahmenau 3. Großenstein 4. Hirschfeld 5. Korbußen 6. Pölzig 7. Reichstädt 8. Schwaara 2. Förvaltningsgemenskap Bad Köstritz 1. Bad Köstritz (stad) 2. Caaschwitz 3. Hartmannsdorf 3. Förvaltningsgemenskap Langenwetzendorf 1. Hohenleuben (stad) 2. Kühdorf 3. Langenwetzendorf 4. # Förvaltningsgemenskap Münchenbernsdorf 1. Bocka 2. Hundhaupten 3. Lederhose 4. Lindenkreuz 5. Münchenbernsdorf (stad) 6. Saara 7. Schwarzbach 8. Zedlitz 5. Förvaltningsgemenskap Weida 1. Crimla 2. Weida (stad) 6. Förvaltningsgemenskap Wünschendorf/Elster 1. Braunichswalde 2. Endschütz 3. Gauern 4. Hilbersdorf 5. Kauern 6. Linda b. Weida 7. Paitzdorf 8. Rückersdorf 9. Seelingstädt 10. Teichwitz 11. Wünschendorf/Elster 7. Förvaltningsgemenskap Zeulenroda-Triebes 1. Langenwolschendorf 2. Weißendorf 3. Zeulenroda-Triebes (stad) | Gemeinden 1. Harth-Pöllnitz 2. Kraftsdorf 3. Mohlsdorf-Teichwolframsdorf |